# Avá-Canoeiro
Gli Avá-Canoeiro sono un piccolo gruppo etnico del Brasile, ad un passo dall'estinzione, che ha una popolazione stimata in circa 16 individui (2006). Parlano la lingua Ava-canoeiro (codice ISO 639: AVV) e sono principalmente di fede animista.

## Posizione
Sono originari del Goiás, della zona dell'isola di Bananal (isola fluviale del fiume Araguaia), e lungo la valle del fiume Tocantins.

## Storia
Gli Avá-Canoeiro discenderebbero dai Carijó di San Paolo e sarebbero stati portati nello stato di Goiás tra 1724 e il 1726. Furono portati in zona con la bandeira di Bartolomeu Bueno (spedizione di cercatori d'oro) per lavorare in miniera e per la difesa contro altri gruppi di indios locali. Alla fine della spedizione tornarono ad essere un gruppo autonomo e restarono nello stato di Goiás. Tuttavia altri studi linguistici hanno rivelato che il dialetto parlato dagli Avá-Canoeiro era parte della famiglia linguistica Tupi-Guarani del nord del Brasile. Questo contraddice la teoria precedente delle origini meridionali del gruppo e della bandeira e pone ulteriori questioni sulla correttezza della denominazione carijó, affibbiata agli Avá-Canoeiro, che indica i popoli Guarani del sud catturati dai paulistas (abitanti di San Paolo) e utilizzati nelle spedizioni delle bandeira.
Gli Avá-Canoeiro vengono menzionati per la prima volta agli inizi del XIX secolo quando ci furono alcuni scontri con la popolazione locale, in particolare agricoltori e cercatori d'oro, lungo il fiume Tocantins. In seguito gruppi di Avá-Canoeiro furono avvistati tra il fiume Maranhão e le località di Santa Tereza e Amaro Leite, così come in alcuni villaggi sulle rive del fiume Canabrava e in altri luoghi. I conflitti si fecero sempre più violenti perché si trovavano in una posizione strategica per il pascolo del bestiame e in una zona di connessione tra due importanti centri sviluppati, la città di Goiás, e Porto Real, oggi Porto Nacional. Alcuni gruppi di Avá-Canoeiro si spostarono quindi verso le rive del fiume Araguaia. Entro la fine del XIX secolo raggiunsero l'isola di Bananal.
A causa dell'occupazione dei loro territori da parte dei garimpos nel XIX secolo e dell'espansione delle città nel XX secolo, questo gruppo etnico è considerato in via di estinzione.